# East Benton Township (Missouri)
Pour les articles homonymes, voir Benton Township.
East Benton Township est un township  du comté de Christian dans le Missouri, aux États-Unis,.